# Валдемар де Брито
Валдемар де Брито (17. мај 1913. — 21. фебруар 1979) био је бразилски фудбалер који је играо као нападач за неколико клубова у Бразилу и Аргентини, као и за репрезентацију Бразила. Познато је да је открио Пелеа током његових раних фудбалских дана. Његов брат, Петрониљо де Брито, такође је био фудбалер.

## Клупска каријера
Валдемар, родом из Сао Паула, играо је на позицији унутрашњег нападача или центарфора. На почетку каријере играо је за локалне клубове Сирио, Индепенденсија и Сао Пауло да Флореста, данашњи ФК Сао Пауло ; био је најбољи стрелац турнира Рио-Сао Пауло са 21 голом. Следеће године је прешао у Ботафого, где је провео кратко време, пре него што је прешао у Сан Лоренцо де Алмагро у аргентинској првој лиги. 1936. године се вратио у Бразил, овог пута да игра за Фламенго. Вратио се у Сао Пауло 1943. да игра за Португуеса де Деспортос. Играчку каријеру је завршио 1945. године у португези Сантисти.

## Репрезентативна каријера
Валдемар је играо 18 пута за репрезентацију Бразила и постигао 18 голова. Играо је на Светском првенству 1934, где је Бразил елиминисан од Шпаније у првом колу. На том мечу Валдемар је извео једанаестерац за Бразил, али је голман Шпаније Рикардо Замора одбранио његов ударац.

## Живот после каријере
Након што је отишао у пензију, Валдемар де Брито је био део пројекта за извиђање младих талената у клубу Бауру Атлетико. 1954. приметио је клинца по имену Едсон Арантес до Насименто, кога је одвео у ФК Сантос, предвиђајући да ће постати највећи фудбалер на свету. Иако је Валдемар препознат по сопственом таленту док је био играч, можда је његово извиђање Пелеа оно што га чини најистакнутијим у историји фудбала у Бразилу.